# Kei'Trel Clark
Kei'Trel Clark (Midlothian, 19 marzo 2001) è un giocatore di football americano samoano americano che milita nel ruolo di cornerback per gli Arizona Cardinals della National Football League (NFL).

## Carriera

### Arizona Cardinals
Al college Clark giocò a football alla Liberty University (2019) e all'Università di Louisville (2020-2022). Fu scelto nel corso del sesto giro (180º assoluto) del Draft NFL 2023 dagli Arizona Cardinals. Debuttò come professionista partendo come titolare nella gara del primo turno contro i Washington Commanders mettendo a segno 3 tackle. La sua prima stagione si chiuse con 43 placcaggi e 4 passaggi deviati in 14 presenze, 7 delle quali come titolare.